# Astronomy
Astronomy to czwarty studyjny album szwedzkiej grupy power metalowej Dragonland.

## Lista utworów
1. Supernova (5:09)
2. Cassiopeia (4:06)
3. Contact (4:25)
4. Astronomy (3:20)
5. Antimatter (3:00)
6. The Book of Shadows part IV: The Scrolls of Geometria Divina (4:04)
7. Beethoven's Nightmare (6:11)
8. Too Late for Sorrow (3:36)
9. Direction : Perfection (4:29)
10. The Old House on the Hill Chapter I: A Death in the Family (4:30)
11. The Old House on the Hill Chapter II: The Thing in the Cellar (3:07)
12. The Old House on the Hill Chapter III: The Ring of Edward Waldon (6:17)
13. Intuition (4:15) (Cover TNT) (Bonus w japońskiej edycji)
14. The Last Word (4:12) (Bonus w japońskiej edycji)

## Twórcy
- Jonas Heidgert - śpiew
- Olof Mörck - gitara
- Elias Holmlid - instrumenty klawiszowe
- Jesse Lindskog - perkusja
- Nicklas Magnusson - gitara
- Christer Pedersen - gitara basowa